# Svend Jørgen Hansen
Svend Jørgen Hansen (Odense, 17 settembre 1922 – 7 maggio 2006) è stato un calciatore danese.

## Caratteristiche tecniche
Era un centrocampista utilizzato sia come ala che come centrocampista.

## Carriera
Arriva in Italia grazie all'Atalanta, società con cui disputa due campionati di Serie A. Dopo l'introduzione, da parte della federazione, della limitazione di due stranieri per squadra, passa alla Pro Patria, sempre nel massimo campionato, dove vive una sola stagione, al termine della quale fa rientro in patria.

## Palmarès

### Club

#### Competizioni nazionali
- 1. Division: 1

Odense: 1946-1947